# Litvillingane
Die Litvillingane (norwegisch für Berghangszwillinge) sind zwei isolierte Nunatakker im ostantarktischen Königin-Maud-Land. Sie ragen 5 km westlich des Bergs Bolten auf der Ostseite des Ahlmannryggen auf.
Norwegische Kartografen benannten sie deskriptiv und nahmen anhand von Luftaufnahmen und Vermessungen der Norwegisch-Britisch-Schwedischen Antarktisexpedition (1949–1952) eine Kartierung vor.